# 不審電話
不審電話（ふしんでんわ）とは、電話（通話）などで個人情報を聞き出そうとするなど、その目的が不審ないし不可解なもののことである。

## 概要
日本では2000年代前半にオレオレ詐欺などで不審な電話が相次ぎ社会問題化したが、2000年代中頃（2005年～2007年）より学校関係者や企業などを装って児童・生徒やその保護者からクラス名簿を得ようとする不審な電話があったことが報じられ、こちらも別の社会問題として取り上げられている。なお本項では主に後者について説明する。前者については特殊詐欺の項を参照のこと。
これらは、おそらくソーシャル・エンジニアリング的に個人情報や秘匿情報を聞き出そうとしたり、あるいは家人の関係者を装って家族から情報を得ようとしていると考えられているが、厚生労働省関係機関を装ってアンケートを行ったケースやクロネコヤマトの名を騙ったケースなどが発生している。
いわゆる迷惑電話では、電話を取った相手を不快にさせる通話で、場合によっては無作為に掛かってくる電話勧誘販売もしばしば望まれないセールスであった場合に迷惑行為と認識される場合もあるが、前出のオレオレ詐欺では詐欺行為の前駆として家族・縁者を装った通話で相手を騙そうとしている行為であるため犯罪となる。しかし不審電話では、直接的な被害に繋がらない場合も多く、被害があったかどうか不明確で立件も難しいといった傾向も見られる。ただし虚実を告げての個人情報収集は個人情報保護法に定められた「適正な取得（17条）」に違反している。
その背景にはいわゆる名簿業者の存在が伺われるケースもある一方で、これに前後して近隣学校近辺で変質者ないし不審者が目撃されたという情報が出て、変質者が被害者を物色する目的などの関連性が疑われるケースもある。
横浜市ではこういった不審電話の報告に対して「電話で聞き出すことは無い」と発表するなどしており、これに類似する「不審電話でクラスの連絡先を聞かれた」などのケースは日本各地で報告されており、該当地域の名を騙られた教育機関が注意を呼びかけるなどしている。

## その他
いわゆるストーカー犯罪では、特定人物に付きまとう者が、自己顕示欲の延長からなのか、自身が知りえた相手に関する情報を、付きまとわれる側に電話して知らせることがある。これは不審な電話ではあるが、そのようなケースに関しては盗聴の項を参照のこと。